# Shockwave (téléfilm)
Pour les articles homonymes, voir Shockwave.
Pour plus de détails, voir Fiche technique et Distribution.
Shockwave (A.I. Assault) est un téléfilm américain réalisé par Jim Wynorski, diffusé le 6 mai 2006 sur Sci Fi Channel.

## Synopsis
Des robots surarmés, véritables machines de guerre créées par l'armée américaine, sont transportés par avion vers l'Australie. Durant le vol, l'appareil traverse une violente tempête durant laquelle les robots sont activés accidentellement et commettent un carnage, causant l'écrasement de l'appareil sur une île du Pacifique. Avant qu'ils ne réussissent à quitter l'île, l'armée envoie un commando pour tenter de les neutraliser.

## Fiche technique
- Titre : Shockwave
- Titre original : A.I. Assault
- Réalisation : Jim Wynorski
- Scénario : Jim Wynorski et William Langlois
- Musique : Chuck Cirino
- Photographie : Ken Blakey
- Montage : Keith Henderson
- Décors : Steve Ralph
- Costumes : Robert Constant
- Production : Paul Hertzberg
- Société de production : CineTel Films (en)
- Pays d'origine : États-Unis
- Format : Couleurs - 1,85:1 - Dolby Surround - 35 mm
- Genre : Action, aventure, thriller et science-fiction
- Durée : 94 minutes
- Première diffusion : 
  -  États-Unis : 7 novembre 2006 (DVD)
  -  France : 9 novembre 2007

## Distribution
- Joshua Cox (de) : Jack McKenna
- Blake Gibbons (en) : Rork
- Lisa LoCicero (en) : Susan Foster
- Mike Baldridge : Virgil Finley
- Roark Critchlow : Daryl Cage
- John J. Dalesandro : Shane
- Hudson Leick : Tiffany Smith
- Joe Lando : le major Richard Tunney
- Michael Dorn : le général Buskirk
- Tim Thomerson : l'amiral Harrison
- Adam Lieberman : le lieutenant Bill Gordon
- Alexandra Paul : Marlon Adams
- George Takei : Major Lane